# Neon Angels on the Road to Ruin
"Neon Angels on the Road to Ruin" (tytuł alternatywny:"Neon Angels") – utwór zespołu The Runaways z 1977 roku napisany przez gitarzystkę Litę Ford i basistkę Jackie Fox. 
Piosenka jest uznawana jako jeden z nielicznych utworów zespołu wzorowanych na heavy metalu. Z powodu wymagającej linii melodycznej Cherie Currie często nie była w stanie śpiewać tego utworu, przez co należał on do jednej z nielubianych przez wokalistkę piosenek. Utwór osiągnął w Japonii 85. miejsce listy przebojów Oricon.
Od nazwy utworu pochodzi tytuł autobiografii Currie, Neon Angel: A Memoir of a Runaway.